# Bolton (Ontario)
Bolton [ˈbɑltən] ist ein Stadtteil von Caledon mit knapp 30.000 Einwohnern in der kanadischen Provinz Ontario. Es gehört zur Peel Region und liegt etwa 50 Kilometer nordwestlich von Toronto, der größten Stadt Kanadas. Bekannt wurde Bolton als Geburts- und Wohnort der kanadischen Rocksängerin Skye Sweetnam.

## Geschichte
Die Siedlung, formal bekannt als Bolton Mills, wurde ca. 1822 gegründet, als James Bolton seinem Bruder George Bolton beim Bau einer Getreidemühle half. Im Jahre 1857 zählte die Gemeinde bereits 700 Einwohner.